# Epicur

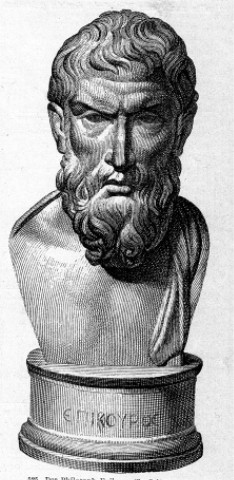
Bustul lui Epicur

Epicur (Epikouros sau Επικουρος în greacă) (n. 342 î.Hr., Samos, Administrația descentralizată a Mării Egee⁠⁠(d), Grecia – d. 270 î.Hr., Atena, Atena clasică) a fost un filosof grec, materialist și ateist, fondatorul Epicureismului.

## Repere biografice
Născut în insula Samos, fiu al atenianului Neocles, învățător, și al soției sale Chairestrate Epicur trăiește perioada de decadență a lumii grecești, după dominația exercitată de Filip al Macedoniei și de către fiul său Alexandru cel Mare. Epicur își urmează părinții în exil la Colofon, unde se afirmă ca profesor de filosofie.
Epicur a fost timp de trei ani (327-324 î.Hr.) student în orașul Teos din Ionia, unde profesorul său Nausiphanes era un discipol al filosofului naturalist Democrit. Din această sursă a provenit teoria atomistă a lui Epicur care a fost utilizată ca bază pentru un sistem filosofic. (cf. Encyclopaedia Britannica).
Epicur ține prelegeri în Mytilene (311 î.Hr.), unde se împrietenește cu Hermachos, viitorul său succesor, iar apoi în Lampsacos (310 î.Hr.).
Haosul exterior al cetății îl determină să propovăduiască o reîntoarcere asupra vieții interioare. În 306 î.Hr., el cumpără o grădină (kepos), un teren situat la nord-est de Atena, unde va rămâne până la moarte. Aici adună o comunitate de prieteni care trăiesc în jurul maestrului, îndepărtați de viața politică. Își deschide propria școală de filosofie care rivaliza cu Academia și Peripatos. Prin activitatea de la Atena, Epicur pune bazele unui nou curent filosofic - epicurismul - cu un puternic ecou până la sfârșitul lumii antice.
Ca și în cazul lui Socrate, pe care îl aprecia, moartea lui Epicur a fost aceea a unui înțelept senin și perfect stăpân pe el.

## Scrieri
Diogenes Laertios menționează 40 de titluri din opera lui Epicur, remarcabile prin claritatea și accesibilitatea stilului și a limbii. Până la noi au ajuns 3 scrisori, Catheismul celor 40 de sentințe (Kyriai doxai) și fragmente disparate din restul operei, în primul rând din cea mai importantă dintre lucrările sale, Peri physeos (Despre natură).
Filosofia lui Epicur este construită din trei părți:
- Kanonika (Logica), necesară pentru distingerea adevărului de fals;
- Physika (Fizica), ce propune o explicație filosofică a naturii;
- Ethika (Etica), ce tratează despre condițiile vieții fericite.

Ordinea acestor trei părți este importantă: ea corespunde sistemului lui Epicur. Etica este în fapt scopul filosofiei, care are ca fundament fizica: ea oferă, grație canonicii, cunoașterea naturii, care îi va permite înțeleptului să fie fericit.

## Morala
Urmând învățăturile lui Democrit, Epicur propune explicația atomistă a naturii: lumea este compusă din elemente minuscule și indivizibile, atomii. 
Pentru Epicur, numai această concepție despre natură poate fonda morala autentică, adică ataraxia (în limba greacă veche ἀταραξία [ataraxía], absența tulburării, imperturbabilitate), eliberându-ne de mitologiile populare, de spaimele deșarte și de superstițiile care se alimentează în realitate din ignoranța noastră cu privire la natura lucrurilor. 
Astfel, dacă zeii sunt indiferenți, nu avem de ce să ne temem de ei. Dacă sufletul nu este decât un compus material de atomi, nu avem de ce să ne temem nici în legatură cu călătoria lui în regatul morții, sau în legătură cu diferitele reîncarnări, credințe obișnuite pentru greci. Nu avem, de asemenea, de ce să ne temem de moarte, care este descompunerea compusului material din care suntem alcătuiți, corp și suflet, și care nu este deci, decât privare de senzații. "Moartea nu înseamnă nimic pentru noi", căci atunci când suntem noi, ea nu este, iar când survine, noi nu mai suntem. Întrucât nu există lumea de dincolo, fericirea înțeleptului trebuie să se realizeze în această lume. 
Senzația, care este criteriul cunoașterii, este și ghidul care ne face să căutăm plăcerea și să fugim de durere. Acestă fericire va consta deci în satisfacerea plăcerilor, printre care acelea ale inteligenței. Morala lui Epicur este un hedonism (de la cuvântul elin ἡδονή [hēdonḗ], plăcere). Hedonismul epicurian nu constituie totuși o apologie a plăcerii și a lipsei de măsură. El promovează o justă reglementare a plăcerilor, viața înțeleptului fiind temperată, contemplativă și virtuoasă. De la Epicur avem exemplul mesei cu pîine si apă.
Hedonismul promovat de Epicur, se deosebește de cel al lui Aristip din Cirene. Epicur numește hedonismul bazat pe plăcerile fizice, promovat de Aristip, drept „morala porcului”. El considera că ataraxia (imperturbabilitatea) poate fi atinsă prin cultivarea plăcerilor sufletului.